# DV Большой Медведицы
DV Большой Медведицы (лат. DV Ursae Majoris) — карликовая новая, двойная катаклизмическая переменная звезда типа U Близнецов (UG) в созвездии Большой Медведицы на расстоянии (вычисленном из значения параллакса) приблизительно 1254 световых лет (около 384 парсеков) от Солнца. Видимая звёздная величина звезды — от +19,8m до +14m.

## Характеристики
Первый компонент — аккрецирующий белый карлик спектрального класса DA:.
Второй компонент — красная звезда спектрального класса M. Эффективная температура — около 3800 К.